# Лешко II Црни
Лешко II Црни (пољ. Leszek II Czarny; Бжешћ Кујавски, око 1241 — Краков, 13. септембар 1288) је био велики војвода Малопољске (1279—1288). Био је син Казимира I Кујавског и усвојени син краља Болеслава V Стидљивог и један од моћнијих пољских племића.
После наслеђивања Болеслава дошло је до монголског напада и до побуне племића Лава Данијеловича, каја је угушена, напади одбијени. Литванци су често проваљивали у Малопољску, али их је Лешко побеђивао. За време његове владавине Монголи су извршили трећу инвазију на Пољску. Односи са црквом су за Лешкове владе били солидни, али било је и малих чарки. Избијале су и побуне угушене у крви. На крају његове владавине Монголи су извршили своју трећу инвазију против пољске, која се завршила бедно.
За време Лешкове владавине је настављено опадање Пољске, због тога што је расла моћ племића и због тога што је растао утицај Немаца. Лешко је ипак реформисао државу честим државним саборима и слабио је моћ племића конгресима, да би се избегао рат са њима.
Лешко је поред свега тога био велики задужбинар и хришћанин

## Детињство и младост
Лешко је 12. јула 1260. године учествовао у бици код Кресенбруна на страни Угарске војске против Бохемије. Када је 1261. године са својим братом Зимомсулом, тужио маћеху оцу да је хтела да их отрује, он им је одузео земљу Сиерадз, пошто им није веровао, али народ им је веровао и дошло је до побуне у Сиерадзу и до Лешковог освајања. У зиму 1262. године склопљен је споразум између Лешка и његовог оца тако да међусобно деле земљу Сиерадз. После тога, крајем 1265. године, оженио се Агрипином Ростиславном.

## Лешко као Пољски престолонаследник

### Рат против Зимомсула
Потом га је велики војвода Пољске Болеслав V Стидљиви именовао наследником. Лешко је у марту 1366. године отишао на мировни конгрес у Будиму, а 14. децембра 1267. године умро му је отац Казимир I Кујавски и он је уграбио сву земљу Сиерадз, где је подигао свој замак од цигала и делимочно од дрвета. У јуну 1271. године искористио је побуну у Кујавији против њеног новог владара Зимомсула, Лешковог брата и напао његов Вроцлав, али Зимомсул је на крају убедио Лешка да се повуче и између браће је дошло до преговора у Прагу следећег месеца. Преговори су се завршили 7. августа/децембра 1273. године, када је Лешко подржаван од Болеслава у Кујавији добио градове Бидгошч, Крушвицу и Раџијову.

### Поход против Ополе
28. октобра Лешко се са Конрадом I Мазовским и Болеславом Побожним, кнезом Великопољске придружио Болеславу V Стидљивом у походу на Владислава Ополског. Током тог похода савезнци су извршавали препаде сејући хаос и спалили сву његову област до Ополе, Козла и Одре, где је погинуло много људи. Војска потом опседа Ополу, али се због олује повлачи после пљачкања предграђа. После олује, војска је Кренула ка Козли и Рациборзи и цео поход се завршио у новембру, али је поред свих пљачкања и исцрпео Пољску. Потом у децембру долази до савезничког пљачкања Судавије.

### Рат против Литваније
Литванци су 1278. године извршили инвазију на Лублин, али их је Лешко поразио у бици код Лукува, па су морали да се повуку. 24. августа је због тога је одржан пољски конгрес у Ленду, којим су утврђене границе између Пољске и Литваније, али и поседи пољских племића, тако је на пример Бидгошч враћен Зимомсулу.

## Проблеми у браку
Лешкова супруга Агрипина Ростиславна је сазвала Сиерадзски сабор на коме је оптужила Лешка за импотенцију и фригидност, јер су скоро шест година живели у браку, а Лешко ни једном није спавао с њом, а Лешко је потврдио оптужбе. После тога је на суду у Кракову дошло до развода. То је утицало да Лешко 1273. године раскине савез са Угарском, која је подржавала Агрипину и уђе у савез са Бохемијом.
6. августа 1275. године Агрипина се посредовањем Болеслава V Стидљивог враћа Лешку.
Лекар по имену Никола је 1278. године је необично саветовао Лешка да једе углавном гмизавце, гуштере и змије, па је постао одвратан за своје поданике, али то Лешку није помогло.

## Владавина

### Долазак на власт
7. децембра 1279. године умро је у Кракову остарели војвода Болеслав V Стидљиви, а Лешку није био осигуран трон јер је Болеслав имао сина.
Моћан племић Лав Данијелович, господар Халицког, је напао Краков јер је желео постати нови краљ, али су Краковски бољари били јаки и нису му хтели дати земљу и изабрали су Лешка за краља.

### Рат са Лавом Данијеловичем

#### Лавов напад
Лав је кад је видео да му опсада Кракова неће успети отишао у Украјину дефакто кану Златне хорде, Ногају. Ногај му је у помоћ послао кнежеве Кончака, Козиеја и Кубатана. Када је дошла зима, Лав се повукао у Украјину и своје синове Ђорђа, Мстислава и Владимира, као и Мстиславовог сина, Данила, оставио као таоце. Лав је потом са огромном војском, у фебруару 1280. године опсео Сендомјеж, прешавши, са својим пуком, залеђену реку Вислу, са својим синовима Ђорђем, затим Мстиславом и његовим сином, Данила, где је чекао да му у помоћ стигну Татари. Када су му стигли Татари у помоћ, војска је неко време стојала пред Сендомјежом без борбе, а онда је Лав напао и градски заповедник Владимир, са својим пуком, једва одбранио град. Лав је потом угрозио Лублин и кренуо је ка Кракову уништавајући све што му се нашло на путу, али ова сила је под Краковом 23. фебруара разбијена и сузбијена. У борби је погинуо татарски заповедник и део Татара и до ногу потучен и посрамљен Лав се повукао.

#### Лешкова освета
Лешко Црни је схватио да није довољно да се брани, ваћ да је морао и да напада, након петнаест дана, скупивши војску у којој је било тридесет хиљада коњаника и две пешадијске војске, напао је Лава, који се склонио у Русију. Прво је освојио Лавов град Пшеворск, 7. марта и побио сву популацију у њему, не поштедивши ни децу ни старце и после тога се повукао, али то није дуго трајало, јер је већ 8. марта организовао напад на Русију, где је освојио многе напуштене градове. Ни олује га нису спречиле у томе, али Лав је побегао дубоко у Русију па Лешкова војска није смела да га прати. По повратку у Пољску, Лешко је наставио пљачкања Лавових области, где је Лавовим поданицима отео стоку. У овој пљачки - како они пишу историчари - пет хиљада људи је погинуло, а четири хиљаде је било заробљено.
Монголи (Татари) су у зиму 1282. године опсели Лублин, али су поражени када их је Лешко напао на Нереву.

### Литвански упад
4. октобра 800 Литванаца су упали у област Крсав и продрли до Сандомјежа, уништили десет села, убили многе хришћане, а затим су се повукли са великим пленом. Након тога Лешко је окупио више хиљада људи, дошао на неком брду и рекао, "Ко није кукавица, нека дође к мени, да ми данас осветимо повређивање и разапињање Господа." Након тог кратког говора, никада не напустивши веру у Бога, храбро се бацио на непријатеља и ослободио је све хришћанске заробљенике, а Литванце, после победе над њима у бици код села Ровини, заробио и захтевао висок откуп, али ретко ко се одазвао, па је од 800 заробљених преживело само десет.

### Односи са црквом
Године 1282. Лешко се сукобио са краковским бискупом Павлом од Прземанкова, који је захтевао ограничење власти кћерки великог војводе. Због тога је од фебруара до марта 1283. године одржаван сабор у Логову, током кога је Павле утамничен у Сандомјежу. 10. априла је папа Мартин IV наложио бискупима Вроцлава и Познања да анатемишу Лешка, док га је папа екскомуницирао. Павле је после тога пребачен у Биеци и Корчански да би био пуштен још истог месеца.
8. децембра 1284. године Лешко је сазвао сабор у Кракову, на коме је обећао да ће Павлу од Прземанкова плаћати одштету наредних шест година и да ће укупна одштета износити 6 000 гривна. Тада је Павле од Прземанкова заједно са бискупом Плоцка, Томасом, укинуо екскомуникацију. 30. новембра 1286. године Павле од Лешка одбија привилегије и тражи још 3 000 гривна. Тиме су се завршили сукоби између Павла и Лешка.
Лешко је поштовао папу, али је ипак, са својим братом Зимомсулом, радио против тевтонских витезова и лета 1284. године озбиљно се припремио за рат с њима, али склопљен је мир, који је важио до 8. новембра исте године.
Године 1288. Лешко је даровао бенедиктанску опатију у Тиниецу и тако се потпуно искупио за своје поступке 1284. године.

### Побуна против Лешка

#### Пред побуну
29. јануара 1285. године Хенрик IV Прави, господар Вроцлава је извршио инвазију на Пољску и 29. јануара је опсео Краков, али Лешко је пробио опсаду 29. фебруара. То су искористили Литванци и извршили инвазију на Лублин у марту, али су у априлу, поражени. После тога је одржан нови сабор у Кракову, који је почео 6., а завршио се 14. априла, ту је закључен савез са Угарском.

#### Побуна
После тог сабора избила је побуна против Лешка, који су предводили Јанош и Отон Старзов. Том побуном се највише искористио [[Конрад II Черски}}]], који је освојио Сандомјеж, али у Кракову није било тако и браниоци, чији морал је подизала велика војвоткиња Агрипина, су одбранили замак великог војводе, а Лешко је добио подршку Угарске и 3. маја извојевао победу над побуњеницима у бици код Бохње и Конрад се повукао из Малопољске, тиме је побуна и угушена и Лешко је лако вратио Сандомјеж.

#### Последице
Потом је у августу почело утврђивање бедема Кракова, који је завршено у зиму 1287. године. Док је у пролеће 1287. године одржан сабор у Ополи против Хенрика Правог, а у јуну, Лешко је напао из освете Конрада Черког и био поражен.

### Монголске инвазије
Надбискуп Јакуб Свинка је прогласио крсташки рат против Монгола 1284. године.
Монголи су децембра 1287. године у савезу са Володимиром од Волиније, Мстиславом од Луцка, Левом од Галича и са 30.000 људи напали Пољску. 7. децембра северни одред Татара предвођен Талабугом је био у близини града Володимир, где је Талабуга поставио камп. После тога су са муком прешли реку Вислу код Завихоста, али пошто следећа река на коју су наишли није била замрзнута нису могли да продру дубље у Пољску. После неког времена кренули су према Сандомјежу, који нису опседали, али су оставили своје русинске јединице под градом и оне су претрпеле потпун пораз под тим градом, као и под Краковом. Слабо снабдевене татарске јединице нису ни пљачкале ни освајале, а и нису могле освојити утврђене градове. Покушали су да освоје Лујса Гору, али их је до ногу потукао Лешко са 15 000 људи у бици код Лагува, али их није протерао са својих територија. После овог пораза, 20. децембра их је код Кјелце напао краковски војвода Вавел. Тада је Талабуга био приморан да се повуче из Пољске и у јануару 1288. године налазио се у повлачењу код Лавова.
За то време Лешко се налазио у Угарској тражећи помоћ, који је добио од племића Ђорђа Соварског.
24. децембра је, ка Пољској, кренуо нови татарски одред под вођством господара Украјине и Галиције-Волиније, Ногаја. Истог дана Татари упадају у Малопољску и опседају Краков, у који је нешто пре тога из Сандомјежа стигао Лешко да припрема град за одбрану. Пошто је град био добро припремљен за опсаду и због напада угарског краља Ладислава, Ногај напушта опсаду, пљачка садашње Малопољско војводство и чак становнике наговара на побуне и они су током 1288. године опљачкали сам Краков. Том приликом је опседнут је град Стари Сонч, чији је вођа бранитеља био Ђорђе Соварски. Тај град је био још боље припремљен за опсаду и имао је више бранитеља. У међувремену Лешко је раскинуо савез са Угарима и напао их је, а у Пољској га је заменио Владислав Кратки, који је Ђорђу дао наредбу да скупи угарске војске у Пољској и порази Татаре код Старог Сонча. После тог тешког и потпуног пораза Татари су опљачкали регион Подхале, па су разорили угарски град Подолињец. Пред излаз из Кошћелиске долине, код Црног Дунајеца Татаре су напали пољски горштаци. После те битке кренули су у повлачење и већ крајем јануара Ногај се са својом војском налазио у Галицији. У тој експедицији Ногај је заробио око 20.000 људи.

### Борба са Конрадом Черским
Кад су прошли монголски напади и када је Лешко добио слободне руке на истоку послао је Матеја Мазовског да потисне Конрада Черског из Сиерадза, али Матеј је погинуо још у првој бици са Конрадом на Сиерадзко-мазовској граници 25. јуна 1288. године.

### Реформе
Лешко је реформисао своју власт у поседима многим саборима, које је одржавао за живота. Ти сабори су:
1. 26. августа 1262. године у Пиотркову,
2. септембра 1262. године у Сиерадзу
3. 9. септембра-30. децембра 1264. године у Сиерадзу
4. 10. августа 1265. године у Сиерадзу
5. 4. марта 1268. године у Сиерадзу
6. 1273. године у Бјали

Одржавао је саборе и када је постао велики војвода Малопољске. То су:
1. 6. јула 1280. године сабор у Сончу
2. 12. маја 1282. године у Кракову
3. фебруара-марта 1283. у Логову
4. 10. августа 1283. године у Кракову
5. 22. јануара 1284. године у Осиеку
6. 8. децембра 1284. године у Кракову
7. 6—14. априла 1285. године у Кракову
8. 1285—1287. године у Ленчици, донета је резолуција о одбрани Пољске и Пољског језика.
9. 26. фебруара 1286. године у Кракову
10. 30. новембар 1286. године у Кракову
11. 27. децембра 1286—1. јануара 1287. године у Сиерадзу
12. 29. јануара 1287. године у Кракову
13. 14. октобра 1287. године у Кракову
14. 3. априла 1288. године у Кракову

Лешко је поред тога сазивао и конгресе, који су одређивали поседе племића да би се избегло беспотребно проливање крви. То су:
1. 31. октобра 1280. године У Чеховици, на коме Лешко није успео да припоји Малопољској област Садецки, Биецки и Корчински, због неслагања Болеслављеве удовице.
2. крајем 1283. године у Гроздини
3. 19. фебруара 1284. године у Сиерадзу
4. 27. марта 1286. године у Сиерадзу
5. пролећа 1287. године у Ополи
6. 16. јула 1288. године у Кракову, одржан је са Бохемијом

### Јачање Немачког утицаја
За време Лешкове владавине ојачали су Немци у Пољској и градови: Вјелуњ 1283. године, Сандомјеж јула 1286. године и 25. децембра исте године Нова Брзрзница су постали немачки вазали вазали.

## Задужбинар
Лешко је поред свих сукоба са црквом био и задужбинар. Током свог живота подигао је Фрањевачки самостан и цркву у Радомску 1266. године, а 1282. године цркву Светих Арханђела у Лублину.

## Смрт и сахрана
13. септембар 1288. године Лешко је умро у Кракову, вероватно од куге или неких других заразних болести, којим су му његови непријатељи намерно заразили.
Лешко је сахрањен у доминиканској цркви у Кракову, која је 1668. године изгорела у пожару, али Лешкове кости су биле спашене. Црква је затим обновљена и кости су се налазиле одмах поред олтара, али све је то спаљено у новом пожару 18. јула 1850. године. На месту те старе цркве саграђена је Базилика Свете Тројице 1884. године, а 4. јула 1938. године пронађени су остаци тела великог војводе и свечано су сахрањени и стављени у оловни ковчег.

## Породично стабло
| \| \| \| \| \| \| \| \| 4.Конрад I од Мазовије d. August 31, 1247 \| \| \| \| \| \| \| \| \| \| \| \| \| \| \| \| \| \| \| \| \| \| \| \| \| \| \| \| \| \| \| \| \| \| \| \| \| \| \| \| \| \| 2. Казимир од Кујавије \| \| \| \| \| \| \| \| \| \| \| \| \| \| \| \| \| \| \| \| \| \| \| \| \| \| \| \| \| \| \| \| \| \| \| \| \| \| \| \| \| \| \| \| \| \| \| \| 5.Agafia of Rus d. after August 31, 1247 \| \| \| \| \| \| \| \| \| \| \| \| \| \| \| \| \| \| \| \| \| \| \| \| \| \| \| \| \| \| \| \| \| \| \| \| \| \| \| \| \| \| \| \| \| \| \| \| 1. Лешко II Црни \| \| \| \| \| \| \| \| \| \| \| \| \| \| \| \| \| \| \| \| \| \| \| \| \| \| \| \| \| \| \| \| \| \| \| \| \| \| \| \| \| \| \| \| \| \| \| \| 6.Хенрик II Побожни died April 9, 1241 \| \| \| \| \| \| \| \| \| \| \| \| \| \| \| \| \| \| \| \| \| \| \| \| \| \| \| \| \| \| \| \| \| \| \| \| \| \| \| \| \| \| \| \| \| \| \| \| 3. Constance of Wrocław \| \| \| \| \| \| \| \| \| \| \| \| \| \| \| \| \| \| \| \| \| \| \| \| \| \| \| \| \| \| \| \| \| \| \| \| \| \| \| \| \| \| \| \| \| \| \| \| 7.Ана од Чешке d. June 23, 1265 \| \| \| \| \| \| \| \| \| \| \| \| \| \| \| \| \| \| \| \| \| \| \| \| \| \| \| \| \| \| \| \| \| \| |                                          |  |  |  |  |  |                                           |  |  |  |
| |                                          |  |  |  |  |  | 4.Конрад I од Мазовије d. August 31, 1247 |  |  |  |
| |                                          |  |  |  |  |  |                                           |  |  |  |
| |                                          |  |  |  |  |  |                                           |  |  |  |
| |                                          |  |  |  |  |  |                                           |  |  |  |
| | 2. Казимир од Кујавије                   |  |  |  |  |  |                                           |  |  |  |
| |                                          |  |  |  |  |  |                                           |  |  |  |
| |                                          |  |  |  |  |  |                                           |  |  |  |
| |                                          |  |  |  |  |  |                                           |  |  |  |
| | 5.Agafia of Rus d. after August 31, 1247 |  |  |  |  |  |                                           |  |  |  |
| |                                          |  |  |  |  |  |                                           |  |  |  |
| |                                          |  |  |  |  |  |                                           |  |  |  |
| |                                          |  |  |  |  |  |                                           |  |  |  |
| | 1. Лешко II Црни                         |  |  |  |  |  |                                           |  |  |  |
| |                                          |  |  |  |  |  |                                           |  |  |  |
| |                                          |  |  |  |  |  |                                           |  |  |  |
| |                                          |  |  |  |  |  |                                           |  |  |  |
| | 6.Хенрик II Побожни died April 9, 1241   |  |  |  |  |  |                                           |  |  |  |
| |                                          |  |  |  |  |  |                                           |  |  |  |
| |                                          |  |  |  |  |  |                                           |  |  |  |
| |                                          |  |  |  |  |  |                                           |  |  |  |
| | 3. Constance of Wrocław                  |  |  |  |  |  |                                           |  |  |  |
| |                                          |  |  |  |  |  |                                           |  |  |  |
| |                                          |  |  |  |  |  |                                           |  |  |  |
| |                                          |  |  |  |  |  |                                           |  |  |  |
| | 7.Ана од Чешке d. June 23, 1265          |  |  |  |  |  |                                           |  |  |  |
| |                                          |  |  |  |  |  |                                           |  |  |  |
| |                                          |  |  |  |  |  |                                           |  |  |  |